# Euzkadi (Zeitung)
Euzkadi war eine Tageszeitung, die in Bilbao veröffentlicht wurde. Die erste Ausgabe erschien am 1. Februar 1913.
Euzkadi veröffentlichte Texte sowohl auf Baskisch als auch auf Spanisch und beschäftigte einen Chefredakteur für jede Sprache. Der erste Chefredakteur des Baskenlandes war der Schriftsteller Evaristo Kirikiño Bustintza.
Einer der baskischen nationalistischen Journalisten, der für die Zeitung schrieb, war Manuel Aznar Zubigaray, der später Falangist wurde. Er war der Großvater des späteren spanischen Premierministers José María Aznar.
Nach einer Spaltung in der baskischen Nationalistenpartei unterstützte Euzkadi 1921 den Zweig Comunión Nacionalista Vasca („Baskische Nationalistische Gemeinschaft“).
Im Juni 1937, während des spanischen Bürgerkriegs, nachdem die „nationalen“ Truppen Bilbao besetzt hatten, wurde Euzkadi eingestellt und die Räumlichkeiten wurden El Correo Español angeboten, das damals die spanische Zeitung Falange war.
Die baskischen nationalistischen Flüchtlinge setzten jedoch die Veröffentlichung von Euzkadi in Barcelona in den Jahren 1938 und 1939 fort.